# Wrap Her Up
«Wrap Her Up» es una canción en inglés de pop-rock tocada por Elton John de su álbum de 1985, Ice on Fire. George Michael hace dueto en la canción. La canción alcanzó el número veinte.
La canción es notable por el número de nombres de mujeres famosas que caen hacia el final de la canción, incluyendo Kiki Dee, que había hecho un dúo con Elton en la canción "Don't Go Breaking My Heart" en 1976, y también prestó su voz de fondo para "Wrap Her Up". Dee también aparece cerca del final del video musical en el que John le golpea en la cara con una tarta de crema. Otras de las notables "aparienciones" se incluyen a: Marlene Dietrich, Rita Hayworth, Marilyn Monroe, Katharine Hepburn, Dusty Springfield, Billie Jean King, Vanessa Williams, Nancy Reagan, Julie Andrews, Annie Lennox, Shirley Temple, Tallulah Bankhead, Carolina de Mónaco, Little Eva, Mata Hari, Joan Collins, Bridget Bardot, Doris Day, Samantha Fox.
Elton no toca el piano o los teclados en esta canción.

## Personal
- Elton John: Vocales
- George Michael: Vocales
- Davey Johnstone: Guitarra eléctrica, coros.
- Fred Mandel: Teclados, secuenciadores.
- David Bitelli: Tenor y saxofón barítono.
- Paul Spong: Trompetas
- Raul D'oleivera: Trompetas
- Rick Taylor: Trombón
- Phil Todd: Alto saxofón
- James Newton Howard: Arreglos de acordes
- Kiki Dee: coros
- Katie Kissoon: coros
- Pete Wingfield: coros

- Datos: Q961788